# Un metge rural
Un metge rural (originalment, en alemany: Ein Landarzt) és una col·lecció de contes escrits majoritàriament l'any 1917 per Franz Kafka, que conté la història homònima. L'editor Kurt Wolff la va publicar l'any 1919 com la segona col·lecció de contes de Kafka, després de Betrachtung (Contemplació, 1912). Han estat traduïts al català per Josep Murgades, en una edició a cura de Quaderns Crema.
Kafka va dedicar la col·lecció al seu pare. Sovint explicava a Max Brod la reacció del seu pare quan li va presentar el llibre: "Deixa-me'l a la tauleta de nit."
Les històries en si tenen una cosa en comú: en algun moment, sigui al començament o més endins del text, ocorre un moment inquietant, sovint anomenat "Paradoxa de Kafka". Els títols dels contes inclosos, en alemany són:
- Der neue Advokat
- Ein Landarzt
- Auf der Galerie
- Ein altes Blatt
- Vor dem Gesetz
- Schakale und Araber
- Ein Besuch im Bergwerk
- Das nächste Dorf
- Eine kaiserliche Botschaft
- Die Sorge des Hausvaters
- Elf Söhne
- Ein Brudermord
- Ein Traum
- Ein Bericht für eine Akademie

Originalment, el conte "Der Kübelreiter" s'hi havia d'incloure igualment, però Kafka se'n va retractar abans que el llibre fos imprès.